# Spaceway 3
O Spaceway 3 (também conhecido por Spaceway F3) é um satélite de comunicação geoestacionário construído pela Boeing, ele está localizado na posição orbital de 95 graus de longitude oeste e é operado pela Echostar. O satélite foi baseado na plataforma BSS-702 e sua expectativa de vida útil é de 13 anos.

## Lançamento
O satélite foi lançado com sucesso ao espaço no dia 14 de agosto de 2007, às 23:44 UTC, por meio de um veículo Ariane-5, a partir do Centro Espacial de Kourou, na Guiana Francesa, juntamente com o satélite BSAT-3A. Ele tinha uma massa de lançamento de 6.075 kg.

## Capacidade e cobertura
O Spaceway 3 é equipado com 24 transponders em banda Ka para prestação de serviços com feixes pontuais que cobrem a América do Norte.